# Міністерство будівництва підприємств металургійної і хімічної промисловості Української РСР
Міністерство будівництва підприємств металургійної і хімічної промисловості Української РСР — союзно-республіканське міністерство, входило до системи органів будівництва підприємств металургійної і хімічної промисловості СРСР і підлягало в своїй діяльності Раді Міністрів УРСР і Міністерству будівництва підприємств металургійної і хімічної промисловості СРСР.

## Історія
Створене 6 серпня 1956 року. 31 травня 1957 року ліквідоване.

## Міністри будівництва підприємств металургійної і хімічної промисловості УРСР
- Терентьєв Валентин Олександрович (1956—1957)